# 苦役列車
《苦役列車》是日本作家西村賢太的中篇小説。其後被電影化的作品。

## 小説

### 書誌
文藝誌《新潮》2010年12月号發表。單行本在2011年1月新潮社刊　文庫本在2012年4月新潮文庫刊

### 概要
時代是昭和後期（以主角出生年份開始計算、1986年）。19歳的北町貫多在白天打工為生。貫多年幼時，父親因性犯罪使破壞家庭。父母的離婚，而多次的轉校令他的青春時代喪失了對將來的希望。不久中学畢業的他，從母親得到金錢後便離家出走，在港湾從事勞動工作並開始獨居。日薪5500日圓每天使用在酒費和泡泡浴上。這樣的貫多在義務教育後的4年之後度過了無所事事的生活。
這樣的貫多，卻邂逅了一個個改變他一生的人……

### 獲獎
獲得第144回（2010年下半期）芥川龍之介獎。

## 電影
2012年7月14日公開。

### 角色
- 北町貫多 - 森山未來
- 日下部正二 - 高良健吾
- 桜井康子 - 前田敦子（AKB48）
- 高橋岩男 - マキタスポーツ
- 古本屋的店長 - 田口トモロヲ
- 大家 - 藤井京子[1]
- 打日工的叔叔 - 佐藤宏[2]
- 臥床不起的爺爺 - 橘屋二三蔵[3]
- 寿美代 - 伊藤麻實子[4]
- 房東的兒子 - 古澤裕介[5]
- 鵜沢美奈子 - 中村朝佳[6]
- 寺田 - 柳光石[7]
- 振り向き女 - 野嵜好美[8]
- イカ天風番組の司会 - 辻本耕志[9]
- イカ天風番組の司会 - 我妻三輪子[9]
- 前野健次 - 高橋努[10]
- イカ天風番組に出演しているバンド - イエローコックローチ[11]
- 風俗の呼び込み - 宇野祥平[12]
- 日雇い人足 - 松浦祐也
- 3年後的房東 - 二宮弘子

### 音樂
主題曲
ドレスコーズ「Trash」（日本古倫美亞）
挿入歌
マキタスポーツ「俺は悪くない」

## 出典
1. ↑  Twitter「苦役列車」（kueki2012） - 山下敦弘（2012年7月11日15:11）
2. ↑  Twitter「苦役列車」（kueki2012） - 山下敦弘（2012年7月11日15:17）
3. ↑  Twitter「苦役列車」（kueki2012） - 山下敦弘（2012年7月11日19:24）
4. ↑  Twitter「苦役列車」（kueki2012） - 山下敦弘（2012年7月11日15:30）
5. ↑  Twitter「苦役列車」（kueki2012） - 山下敦弘（2012年7月11日19:53）
6. ↑  Twitter「苦役列車」（kueki2012） - 山下敦弘（2012年7月11日20:02）
7. ↑  Twitter「苦役列車」（kueki2012） - 山下敦弘（2012年7月12日23:02）
8. ↑  Twitter「苦役列車」（kueki2012） - 山下敦弘（2012年7月13日16:38）
9. 1 2  Twitter「苦役列車」（kueki2012） - 山下敦弘（2012年7月13日16:44）
10. ↑  Twitter「苦役列車」（kueki2012） - 山下敦弘（2012年7月13日19:18）
11. ↑  Twitter「苦役列車」（kueki2012） - 山下敦弘（2012年7月18日16:46）
12. ↑  Twitter「苦役列車」（kueki2012） - OP（2012年7月18日16:35）

## 外部連結
- 苦役列車的X（前Twitter）
- 苦役列車的Facebook專頁
- 苦役列車 - allcinema
- 苦役列車 - KINENOTE
- 互联网电影数据库（IMDb）上《Kueki ressha》的资料（英文）